# Martha Minow

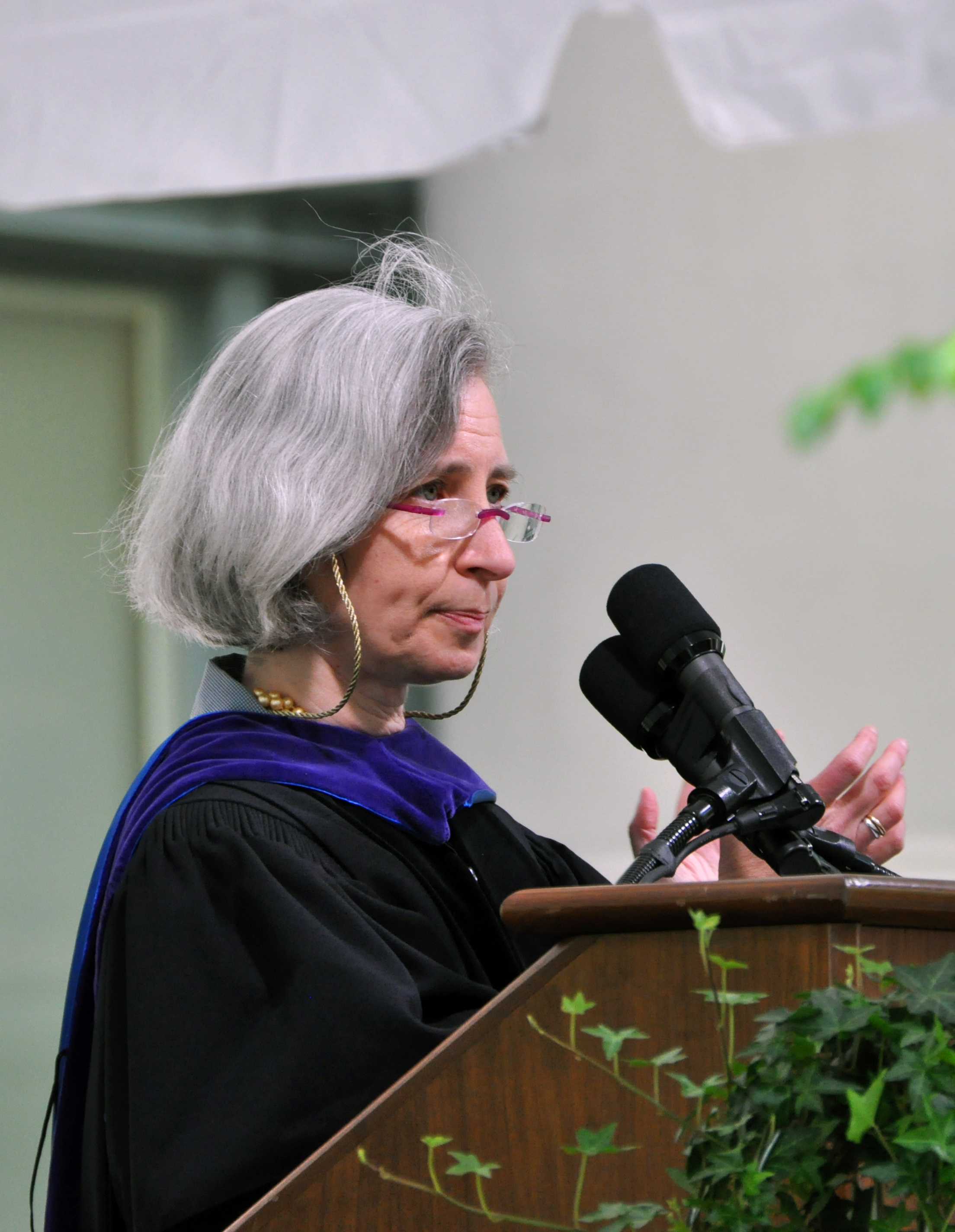
Martha Minow (2010)

Martha Louise Minow (* 6. Dezember 1954 in Highland Park, Illinois) ist eine US-amerikanische Rechtswissenschaftlerin und Autorin.

## Leben
Nach ihrer Schulzeit studierte Minow Rechtswissenschaften an der University of Michigan, danach an der Harvard University und an der Yale Law School. Nach ihrem Studium war Minow für die Richter David Bazelon am Bundesberufungsgericht für den Distrikt D.C. tätig und danach für Thurgood Marshall am Obersten Gerichtshof der Vereinigten Staaten. 1981 erhielt Minow eine Anstellung als Hochschullehrerin in Harvard. Seit 1. Juli 2009 ist Minow als Nachfolgerin von Elena Kagan Dekanin der Harvard Law School.
Minow ist mit Joseph William Singer verheiratet.

## Werke (Auswahl)
- 2010: In Browns Wake. Legacies of America's Landmark, Oxford University Press, Oxford ISBN 978-0-19-517152-5.
- 2009: Government by Contract: Outsourcing and American Democracy (Jody Freeman & Martha L. Minow, Harvard University Press)
- 2007: Living Up to Rules: Holding Soldiers Responsible for Abusive Conduct and the Dilemma of the Superior Orders Defence, 52 McGill Law Review 1
- 2007: Tolerance in an Age of Terror, 16 University of Southern California Interdisciplinary Law Journal 453
- 2007: Should Religious Groups Ever Be Exempt From Civil Rights Laws?, 48 Boston College Law Review 781
- 2005: Outsourcing Power: How Privatizing Military Efforts Challenges Accountability, Professionalism, and Democracy, 46 Boston College Law Review 989
- 2002: Partners, Not Rivals: Privatization and the Public Good
- 2002: Engaging Cultural Differences (ediert mit Richard Shweder und Hazel Markus)
- 1998: Between Vengeance and Forgiveness: Facing History After Genocide and Mass Violence
- 1997: Not Only For Myself: Identity, Politics, and Law
- 1990: Making All the Difference: Inclusion, Exclusion, and American Law
- 1987: Law Turning Outward, Telos 73 (Herbst 1987), New York City

## Preise und Auszeichnungen (Auswahl)
- 2005: Sacks-Freund Teaching Award, ausgewählt von der Harvard Law School
- 2006: Holocaust Center Award
- 2006: Ehrendoktor, University of Toronto, 2006
- 1996: Ehrendoktor, Wheelock College, 1996
- 1992: Mitglied der American Academy of Arts and Sciences
- 2010: Mitglied der American Philosophical Society[1]